# HD 73256 b
HD 73256 b — газовый гигант, обращающийся вокруг жёлтого карлика HD 73256. Открыт методом доплеровской спектроскопии в 2003 году. Находится на расстоянии примерно 119 световых лет от Солнечной системы.